# Ривароне
Ривароне (итал. Rivarone) је насеље у Италији у округу Алесандрија, региону Пијемонт.
Према процени из 2011. у насељу је живело 351 становника. Насеље се налази на надморској висини од 106 м.

## Становништво
| 1931. | 1936. | 1951. | 1961. | 1971. | 1981. | 1991. | 2001. | 2011. |
| ----- | ----- | ----- | ----- | ----- | ----- | ----- | ----- | ----- |
| 657   | 622   | 561   | 494   | 377   | 346   | 345   | 372   | 363   |